# The Ghosts Of Princes In Towers
The Ghosts Of Princes In Towers es el único álbum realizado por la banda punk The Rich Kids, compuesta por Glen Matlock (exbajista de Sex Pistols), Midge Ure (quien luego sería cantante de Ultravox y miembro esencial en las campañas y proyectos musicales benéficos Live Aid y Live 8), Steve New y Rusty Egan.

## Contenido
Versión del LP de 1978:
- 1. Strange One
- 2. Hung On You
- 3. The Ghosts Of Princes In Towers
- 4. Cheap Emotions
- 5. Marching Men
- 6. Put You In The Picture
- 7. Young Girls
- 8. Bullet Proof Lover
- 9. Rich Kids
- 10.Lovers And Fools
- 11.Burning Sounds

Versión remasterizada del CD de 1998:
- 1. Strange One
- 2. Hung On You
- 3. The Ghosts Of Princes In Towers
- 4. Cheap Emotions
- 5. Marching Men
- 6. Put You In The Picture
- 7. Young Girls
- 8. Bullet Proof Lover
- 9. Rich Kids
- 10.Lovers And Fools
- 11.Burning Sounds
- 12.Empty Words
- 13.Here Comes The Nice (Live)
- 14.Only Arsenic

- Datos: Q2888617